# Klaus Zechiel-Eckes
Klaus Zechiel-Eckes (* 12. Mai 1959 in Pforzheim; † 23. Februar 2010 in Köln) war ein deutscher Historiker. Zechiel-Eckes gehörte in der Mediävistik zu den kenntnisreichsten und produktivsten Forschern auf den Feldern der Kodikologie und Kirchenrechtsgeschichte.

## Leben und Wirken
Klaus Zechiel-Eckes legte 1978 das Abitur ab. Er studierte von 1979 bis 1990 Geschichte, Romanistik und mittellateinische Philologie an den Universitäten Saarbrücken und Freiburg. Zechiel-Eckes war in Freiburg Schüler von Hubert Mordek. 1984 erfolgte das Staatsexamen. Die Staatsexamensarbeit wurde 1994 in der Zeitschrift für bayerische Landesgeschichte veröffentlicht. 1990 wurde er in Freiburg in Mittelalterlicher Geschichte mit einer Arbeit über die Concordia canonum des Cresconius promoviert. Im Jahr 1998 habilitierte er sich in Freiburg über ein Thema zu Florus von Lyon in den Fächern Mittelalterliche Geschichte und Historische Hilfswissenschaften. Es folgten Lehrstuhlvertretungen an der LMU München (1999/2000) und der Universität Zürich (2002/2003). Ab Wintersemester 2003/04 lehrte er als Nachfolger von Tilman Struve als Professor für die Geschichte des Früh- und Hochmittelalters an der Universität zu Köln. Zechiel-Eckes verstarb am 23. Februar 2010 in Köln im Alter von 50 Jahren.
Seine Forschungsschwerpunkte im Bereich des Früh- und Hochmittelalters waren die politische Geschichte, die Kirchengeschichte und die kirchliche Rechtsgeschichte sowie die Geistes- und Bibliotheksgeschichte insbesondere der Karolingerzeit, ferner die historischen Hilfswissenschaften, hier vor allem die Kodikologie. Seine Dissertation wurde positiv in der Fachwelt aufgenommen, jedoch zeigt sich in den wenigen Besprechungen der Arbeit, dass die Mediävistik in den 1990er Jahren geringes Interesse an editorischen Arbeiten hatte. Gemeinsam mit Hubert Mordek und Michael Glatthaar gab er die Neuedition der Admonitio generalis Karls des Großen aus dem Jahr 789 heraus. Damit liegt eine der meistzitierten Quellen aus den früheren Regierungsjahren des Frankenkönigs in Edition und Übersetzung vor. Seine quellen- und handschriftenorientierten Forschungen fanden ihren Höhepunkt in der Enttarnung Pseudoisidors, einer bedeutsamen Kirchenrechtsfälschung aus den 830er-Jahren. Zechiel-Eckes gelang es, drei Arbeitshandschriften des Fälschers zu identifizieren und von dieser Entdeckung ausgehend das Kloster Corbie als Entstehungsort sowie Paschasius Radbertus als Urheber wahrscheinlich zu machen. Die Fälschung war nach Zechiel-Eckes nicht mehr lediglich ein kirchenpolitisches Kampfmittel, sondern „ein Mittel politischer Auseinandersetzung“ gegen Ludwig den Frommen. Zechiel-Eckes sah die Fälschung als Reaktion auf die Bischofsabsetzungen und die Unruhe, die in den Jahren 833 bis 835 im Frankenreich herrschte.
Seit 2007 war Zechiel-Eckes ordentliches Mitglied der Zentraldirektion der Monumenta Germaniae Historica und Mitglied der Nordrhein-Westfälischen Akademie der Wissenschaften. In Gedenken an Zechiel-Eckes fand im Februar 2013 eine Tagung an der Universität zu Köln statt. Die Beiträge gaben Karl Ubl und Daniel Ziemann 2015 in einem Sammelband heraus. Aus dem Nachlass gab Detlev Jasper 2013 Zechiel-Eckes Edition eines Schreibens von Papst Siricius (Jaffé-Nummer JK 255) heraus, das als erste Dekretale der Geschichte gilt. Dadurch steht der Forschung ein bedeutender Text der Kirchengeschichte auf zuverlässiger Grundlage zur Verfügung.

## Schriften (Auswahl)
- Die Concordia canonum des Cresconius. Studien und Edition (= Freiburger Beiträge zur mittelalterlichen Geschichte. Bd. 5). Lang, Frankfurt am Main u. a. 1992, ISBN 3-631-44932-1 (zugleich: überarbeitete Fassung der Dissertation, Universität Freiburg 1990).
- Florus von Lyon als Kirchenpolitiker und Publizist. Studien zur Persönlichkeit eines karolingischen „Intellektuellen“ am Beispiel der Auseinandersetzung mit Amalarius (835–838) und des Prädestinationsstreits (851–855) (= Quellen und Forschungen zum Recht im Mittelalter. Bd. 8). Thorbecke, Stuttgart 1999, ISBN 3-7995-6087-4 (zugleich: Habilitations-Schrift, Universität Freiburg 1997/1998).
- Ein Blick in Pseudoisidors Werkstatt. Studien zum Entstehungsprozeß der falschen Dekretalen. Mit einem exemplarischen editorischen Anhang (Pseudo-Julius an die orientalischen Bischöfe, JK †196). In: Francia. 1: Mittelalter. Bd. 28, 2001, S. 37–90 (Digitalisat).
- Auf Pseudoisidors Spur. Oder: Versuch, einen dichten Schleier zu lüften. In: Wilfried Hartmann, Gerhard Schmitz (Hrsg.): Fortschritt durch Fälschungen? Ursprung, Gestalt und Wirkungen der pseudoisidorischen Fälschungen. Beiträge zum gleichnamigen Symposium an der Universität Tübingen vom 27. und 28. Juli 2001 (= Monumenta Germaniae Historica. Studien und Texte. Bd. 31). Hahn, Hannover 2002, ISBN 3-7752-5731-4, S. 1–28 (PDF).
- Katalog der frühmittelalterlichen Fragmente der Universitäts- und Landesbibliothek Düsseldorf. Vom beginnenden achten bis zum ausgehenden neunten Jahrhundert (= Schriften der Universitäts- und Landesbibliothek Düsseldorf. Bd. 34). Reichert, Wiesbaden 2003, ISBN 3-89500-351-4 (Digitalisat).
- Buchbinder wetzen das Messer ... Mittelalterliche Handschriften und Urkunden als Einbandmakulatur. In: Dietrich Boschung, Hansgerd Hellenkemper (Hrsg.): Kosmos der Zeichen. Schriftbild und Bildformel in Antike und Mittelalter (= Schriften des Lehr- und Forschungszentrums für die antiken Kulturen des Mittelmeerraumes. Bd. 5). Reichert, Wiesbaden 2007, ISBN 978-3-89500-585-5, S. 141–160.
- Rebellische Kleriker? Eine unbekannte kanonistisch-patristische Polemik gegen Bischof Hinkmar von Laon in Cod. Paris, BNF, nouv. acq. lat. 1746 (= Monumenta Germaniae Historica. Studien und Texte. Bd. 49). Hahn, Hannover 2009, ISBN 978-3-7752-5709-1.
- Frühe Pseudoisidor-Rezeption bei Hinkmar von Laon. Ein Fragment des verloren geglaubten „Unterschriftenwerks“ vom Juli 869. In: Deutsches Archiv für Erforschung des Mittelalters 66, 2010, S. 19–54 (Digitalisat).
- Fälschung als Mittel politischer Auseinandersetzung. Ludwig der Fromme (814–840) und die Genese der pseudoisidorischen Dekretalen (= Nordrhein-Westfälische Akademie der Wissenschaften und der Künste. Vorträge. G. Bd. 428). Schöningh, Paderborn u. a. 2011, ISBN 978-3-506-77243-5.
- mit Hubert Mordek (†), Michael Glatthaar (Hrsg.): Die Admonitio generalis Karls des Großen (= Monumenta Germaniae Historica, Fontes iuris Germanici antiqui in usum scholarum separatim editi. Bd. 16). Hahn, Hannover 2012, ISBN 978-3-7752-2201-3.
- Die erste Dekretale. Der Brief Papst Siricius' an Bischof Himerius von Tarragona vom Jahr 385 (JK 255) (= Monumenta Germaniae Historica. Studien und Texte. Bd. 55). Aus dem Nachlass mit Ergänzungen herausgegeben von Detlev Jasper. Hahn, Hannover 2013, ISBN 978-3-7752-5715-2.